# Martyr or Crank?
Martyr or Crank? è un cortometraggio muto del 1909. Il nome del regista non viene riportato nei credit del film.

## Trama
William Baker è un banchiere in pensione. Discutendo con un amico di un processo in corso in cui tutte le prove a carico dell'imputato sono solamente circostanziali, Baker - uomo di saldi principi - decide di dimostrare la bontà delle sue tesi anche a costo della propria vita. Pianifica di uccidersi, facendo passare il suicidio per omicidio e costruendo le prove che getteranno la colpa su un domestico. Tutte le prove saranno circostanziali ma, quando l'uomo sarà condannato, salterà fuori una dichiarazione di Baker dove il banchiere confesserà il piano che ha seguito per invalidare quel sistema di giudizio da lui reputato pericoloso, un documento accompagnato da un congruo compenso per il povero domestico ingiustamente accusato.

## Produzione
Il film fu prodotto dalla Lubin Manufacturing Company.

## Distribuzione
Distribuito dalla Lubin Manufacturing Company, il film - un cortometraggio della lunghezza di 175 metri - uscì nelle sale cinematografiche statunitensi il 25 novembre 1909. Nelle proiezioni, veniva programmato con il sistema dello split reel, accorpato in un'unica bobina con un altro cortometraggio prodotto dalla Lubin, la commedia Finnegan's Initiation.